# Södra Älvsborg
För andra betydelser, se Älvsborg (olika betydelser).

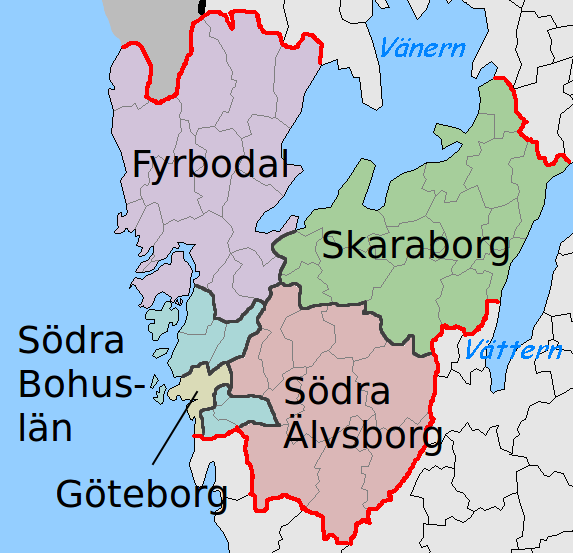
Primärvårdsenheter i Västra götaland

Södra Älvsborg var det namn Västra Götalandsregionen använde för att beskriva de sjuk- och primärvårdsförvaltningar som hade ansvar för invånarna i kommunerna Alingsås, Bollebygd, Borås, Herrljunga, Lerum, Mark, Svenljunga, Tranemo, Ulricehamn och Vårgårda.